# Molophilus (Molophilus) curvatus
Molophilus (Molophilus) curvatus is een tweevleugelige uit de familie steltmuggen (Limoniidae). De soort komt voor in het Palearctisch gebied.